# Desidéria Clary
Bernardina Eugênia Desidéria Clary (Marselha, 8 de novembro de 1777 – Estocolmo, 17 de dezembro de 1860) foi a esposa do rei Carlos XIV & III João e rainha consorte dos Reinos Unidos da Suécia e Noruega de 1818 até 1844. Filha de um comerciante de seda, Desidéria viveu seu início de vida com a família, recebendo uma educação bem rasa. Ela acabou conhecendo por acaso José Bonaparte em 1794 e por meio deste seu irmão Napoleão. Enquanto José acabou se casando com sua irmã Júlia Clary, Desidéria ficou noiva de Napoleão em 1795, porém o noivado foi quebrado em 1797 depois dele conhecer Josefina de Beauharnais. Pouco depois ela acabou conhecendo o então general João Batista Bernadotte, por quem se apaixonou e se casou 17 de agosto de 1798. Os dois tiveram um filho: o depois rei Óscar I.
Desidéria preferia ficar em Paris e dessa forma passava longos períodos longe de seu marido, porém ocasionalmente ia visitá-lo durante suas campanhas militares pela Europa. Bernadotte acabou eleito Príncipe Herdeiro da Suécia em 1810 e ela viajou para a Suécia com o filho no ano seguinte, porém não gostou do país e acabou voltando para a França pouco depois alegando "problemas de saúde". Desidéria frequentou a corte de Napoleão e depois a de Luís XVIII durante esse período, permanecendo no país mesmo depois de ter se tornado rainha consorte em 1818 com a ascensão de seu marido.
Por volta da década de 1820, ela acabou se apaixonando por Armand Emmanuel du Plessis, 5.º Duque de Richelieu e primeiro-ministro francês, que não retribuiu os sentimentos, mas que mesmo assim não foi o suficiente para impedir algumas controvérsias tanto na França quanto na Suécia. Desidéria voltou para a Suécia em 1823 acompanhada do filho e sua noiva a princesa Josefina de Leuchtenberg. Sua relação com Carlos João era um pouco distante, porém amigável. Ela surpreendeu a corte sueca por sua informalidade, chamando o rei de "Bernadotte", visitando-o pela manhã de camisola enquanto este se encontrava com ministros, certas vezes também à noite, e as vezes caçoando dele sempre que ameaçava punir alguém.
Carlos João morreu em 1844 e os hábitos de Desidéria passaram a ficar mais excêntricos: ela ia para cama de manhã, acordava à tarde e tomava café da manhã à noite, andava de carruagem pela cidade ou pelos jardins em círculos, caminhava durante as madrugas pelos corredores e até mesmo levava crianças de rua para o palácio e lhes dava doces. Ela acabou morrendo aos 83 anos em 1860 e foi enterrada ao lado do marido na Igreja de Riddarholmen.

## Biografia

### Primeiros anos
Bernardina Eugênia Desidéria Clary nasceu em Marselha, França, filha de um rico produtor e comerciante de seda, François Clary, segundo escabino da cidade de Marselha, e de sua segunda mulher, Françoise Rose Somis, filha do piemontês Giuseppe Ignazio, cavaleiro de São Luís. Sua irmã mais velha, Júlia, casou-se com José Bonaparte, tornando-se mais tarde rainha de Nápoles e Espanha.

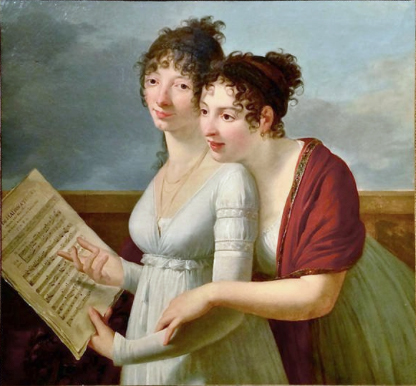
Desidéria é sua irmã Julía

Desidéria recebeu a típica educação das filhas de famílias abastadas da França pré-revolucionária. Quando menina, foi enviada a uma escola de freiras. Porém, com a Revolução, os conventos foram fechados e Desidéria, aos onze anos de idade, deixou a escola, voltando a viver com sua família. Em 1794, seu pai faleceu. O irmão, Nicolau, acabou sendo preso pelo governo revolucionário - libertado mais tarde graças à intervenção de José Bonaparte, que, pouco depois, em julho de 1794, casar-se-ia com a irmã de Desidéria.
Desidéria foi apresentada a Napoleão em 1794, e ficaram noivos em 21 de abril de 1795. O noivado foi rompido poucos meses depois, em agosto, quando Napoleão foi transferido para Paris e se deu conta de que com as suas ambições e a situação política do momento, o casamento com uma "provinciana" não seria oportuno.
A jovem viveu com sua mãe em Gênova, Itália até 1797, quando se mudou para Roma, passando a viver na casa de sua irmã Júlia e do cunhado José, embaixador da França na Itália. Por pouco tempo, foi noiva do general francês Léonard Duphot, assassinado durante um motim em Roma, às vésperas do casamento, em dezembro de 1797.

### Madame Bernadotte
Após seu retorno à França, Desidéria conheceu seu futuro marido, o marechal da França João Batista Bernadotte. Eles se casaram em agosto de 1798, em Sceaux. Tiveram um filho no ano seguinte, José Francisco Óscar Bernadotte, mas passaram a ter vidas separadas desde o nascimento do menino. Desidéria já havia conseguido independência financeira.

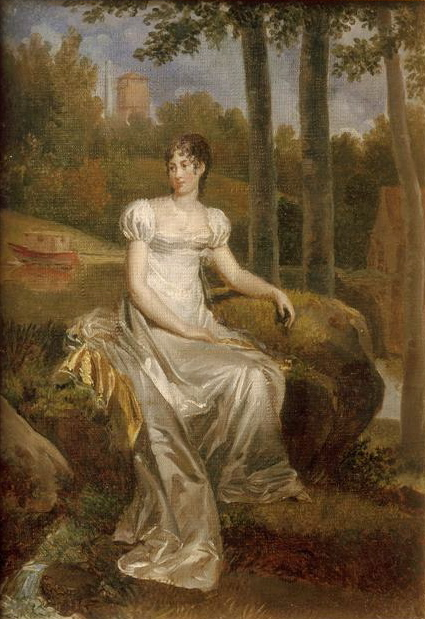
Madame Bernadotte

Um general ocupado do exército napoleônico, Bernadotte ficava constantemente ausente de sua residência em Paris. Desidéria mantinha um bom relacionamento com os membros da família Bonaparte, entre eles a imperatriz Josefina. Negava-se a tomar partido nos conflitos entre Josefina e os irmãos de Napoleão.
Tanto Bernadotte como Bonaparte usavam Desidéria, que não tinha interesse em política, como mensageira para se comunicar com outras pessoas: suas boas relações eram sua principal influência.
Desidéria esteve presente na cerimônia de coroação de 1804, segurando as longas vestes de Josefina. Mais tarde diria que ajudara Josefina quando a irmã desta, também segurando as vestes, tentou fazer a imperatriz perder o equilíbrio.
Desidéria teve uma vida confortável em Paris, embora preferisse a vida informal em família à corte imperial. Manteve uma ligação, possivelmente amorosa, com o político francês, de origem corsa, Ange Chiappe.
Entre 1804 e 1805, Bernadotte foi feito governador de Hanôver, e Desidéria e seu filho mudaram-se para Hamburgo, regressando logo depois à sua amada Paris. Quando ele foi titulado príncipe de Pontecorvo em 1806, Desidéria, para sua felicidade, não foi obrigada a deixar Paris. No ano seguinte, ela visitou seu marido em Spandau.

### Princesa herdeira da Suécia

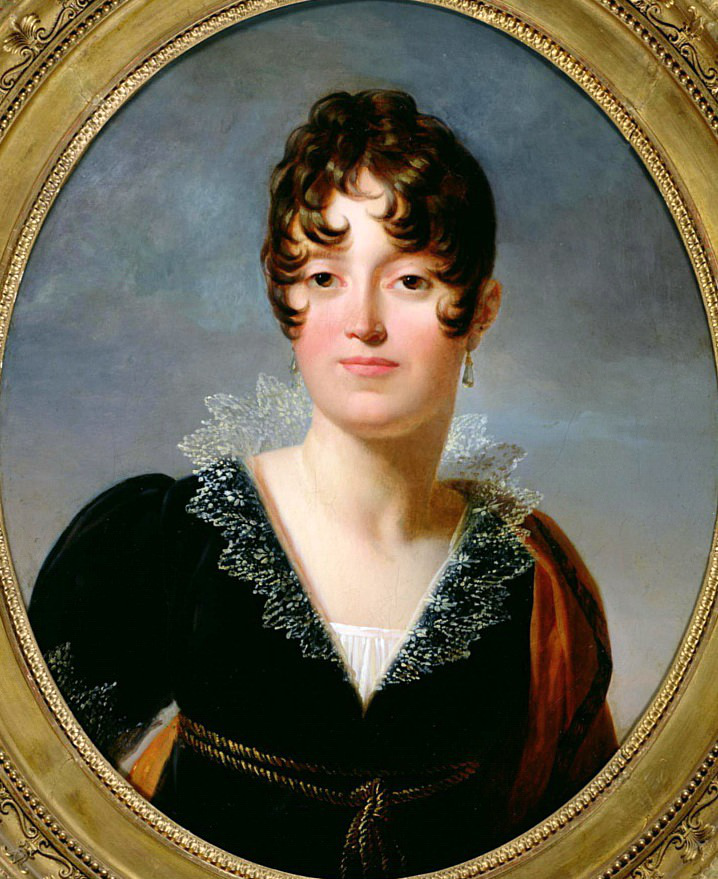
Desidéria em 1810, por François Gérard.

Em 21 de Agosto de 1810, Bernadotte foi eleito príncipe herdeiro Sueca. Desidéria pensou, inicialmente, que isso fosse similar à posição de príncipe de Pontecorvo, mas ficou triste ao saber que, daquela vez, teria que deixar Paris.

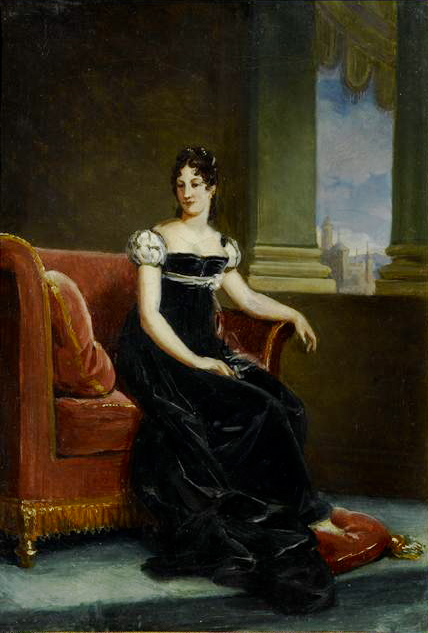
Princessa Desidéria da Suécia e Noruega

É dito que, quando visitou o país, ela foi tratada com certo esnobismo pela corte, especialmente pela rainha Edviges de Holsácia-Gottorp, embora a rainha-viúva Sofia Madalena, tivesse sido gentil. O clima também foi um choque para Desidéria: havia chegado justamente no inverno e, como detestava a neve, chorou. Ela jamais tinha desejado se tornar rainha nem ficar longe de sua família.
Deixou a Suécia no ano seguinte, oficialmente por motivos de saúde, mas seu marido e filho permaneceram. Em Paris, levou uma vida anônima, evitando envolver-se na política durante o período difícil em que a França esteve em guerra com a Suécia. Sua casa era observada pela polícia secreta e sua correspondência, censurada. Quando Napoleão foi derrotado em 1814, sua irmã Júlia refugiou-se em sua casa. Bernadotte visitou-a em Paris, mas retornou sem ela.
Na corte de Luís XVIII, ela era ridicularizada pela maioria dos nobres. Em 1817, o conde de Montrichard foi empregado por seu marido como espião, para relatar a ele tudo que ocorresse na casa de Desidéria e que pudesse afetá-lo.

### Rainha

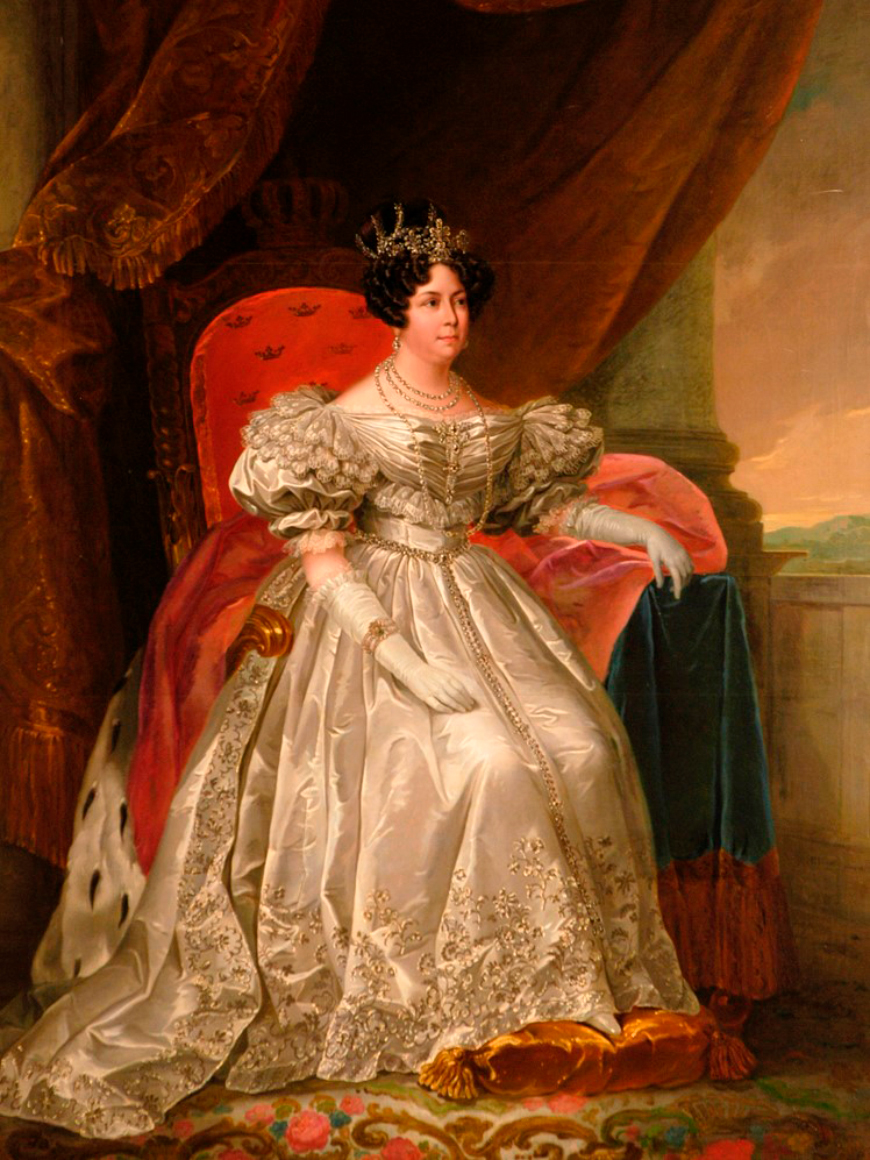
Desidéria como rainha.

Em 1818, seu marido tornou-se rei, mas ela continuou estabelecida em Paris, oficialmente por causa de sua saúde, que se tornou matéria para jornais parisienses. Carlos XIV João tinha como amante na Suécia a dama de companhia Mariana Koskull. Desidéria fazia recepções em Paris como rainha da Suécia nas terças e domingos, embora ainda usasse o título de "condessa de Gotland".

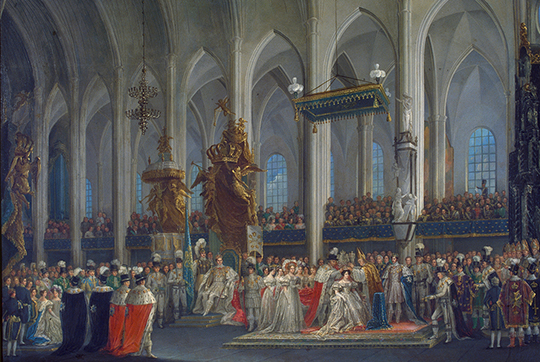
Coroação de Desidería como Rainha da Suécia e Noruega

Apaixonou-se então pelo primeiro-ministro francês, o Duque de Richelieu, seguindo-o em suas viagens até sua morte em 1822. Neste mesmo ano, encontrou-se com seu filho em Aachen.
Em 1823, retornou à Suécia ao lado da noiva de seu filho, Josefina de Leuchtenberg, para uma visita rápida. No dia 21 de agosto de 1829, a seu pedido, ela foi coroada rainha. Ela queria ter sido coroada também na Noruega, mas o povo norueguês considerou isso impossível por causa de sua religião (católica). Assim, foi a primeira plebéia a se tornar rainha desde Catarina Månsdotter, consorte de Érico XIV, em 1568.
A década de 1830, em que Desidéria deu seu melhor para se tornar uma rainha ativa, foi descrita como um tempo de bailes e festas. Jamais se tornou popular entre seus súditos, não tendo aprendido a falar sueco. Há mesmo muitas anedotas sobre suas tentativas de falar o idioma. Seus empregados particulares eram, de fato, franceses.
Passava os verões no Palácio de Drottningholm, do qual seu marido não gostava, e no Palácio de Rosersberg, visitando com frequência os spas suecos. Logo cansou de sua condição de rainha, desejando voltar a Paris, o que seu marido não permitiu. Costumava deitar-se tarde e acordar tarde. A nobreza sueca não via com bons olhos suas maneiras informais.

### Viuvez e morte
Em 1844, Desidéria ficou viúva. Em 1853, desejou voltar a Paris, mas seu medo de viajar pelo mar tornou impossível seu plano. Passou a ficar cada vez mais excêntrica: deitava-se de manhã, levantava-se ao anoitecer, tinha o café da manhã à noite e saía de carruagem pelas ruas ou pelo pátio; andava pelos corredores silenciosos do palácio com uma vela.

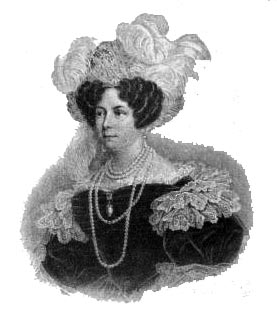
Desidéria já Viúva

No último dia de sua vida, em 17 de dezembro de 1860, chegou à Real Ópera da Suécia quando o drama já havia terminado.

## Representações na cultura
Desidéria Clary já serviu de tema para dois filmes:
- Le Destin fabuleux de Désirée Clary (1942), filme francês de Sacha Guitry;
- Désirée, filme americano com Jean Simmons e Marlon Brando;